# Мавзолей Ходжи Салиха
Мавзолей Ходжи Салиха (Ходжи Талига, каз. Қожа Салық кесенесі) — архитектурный памятник XIX века в Шымкенте, расположенный в центре Сайрама.

## История
По местным преданиям, пророк Хызр был уроженцем Сайрама, Ходжа Салих был его отцом. Поэтому, согласно местному поверью, пророк Хызр каждую пятницу в сумерки появляется в городе, чтобы поклониться могилам отца Ходжи Салиха и матери Бибигияс-ана.
В 1963 году по заказу Чимкентского областного музея были выполнены архитектурные обмеры памятника (руководитель Т. Поднебесная). В 1982 году мавзолей был включен в список памятников истории и культуры Казахской ССР республиканского значения и взят под охрану государства. В 1981—1983 годах был обследован в ходе паспортизации памятником экспедицией института «Казпроектрестраврация» Министерства культуры КазССР). В 1990-х годах была проведена частичная реставрация сохранившегося объёма здания.
В 2004 году археологической экспедицией ЮКГУ им. А. О. Ауэзова (руководитель Б. А. Байтанаев) был заложен раскоп в охранной зоне мавзолея, в 2 м от его восточного фасада. Материалы раскопа позволили судить, что возможно первоначально мавзолей был заложен в период караханидов в XIV—XVII веках, а современное здание — в XIX веке.

## Описание
Памятник относится к типу центрического однокамерного мавзолея. В плане мавзолей приближается к квадрату (6,4×6,2 м). Помещение квадратное размерами 3,37×3,39 м.
Первоначально мавзолей был перекрыт двойным куполом — внутренним пологим и внешним сфероконическим, на вершине которого был установлен небольшой минарет. В 1928 году венчающую часть здания разобрали. Сохранился только внутренний купол, сфероидного очертания низкого подъёма. В юго-восточном углу устроена винтовая лестница, ведущая на кровлю.
Мавзолей ориентирован четырьмя почти одинаковыми фасадами со стрельчатыми арками по сторонам света. В западном фасаде сделан прямоугольный дверной проём. В остальных арках установлены низко поставленные оконные проёмы, по высоте равные входу, с деревянными решётками (панджарами). Арки в западном и южном фасадах заключены в П-образные рамы и архитектурно разработаны в отличие от двух других, не имеющих никакого декора. По верху фасадов шла утраченная к настоящему времени дандана (кирпичный узор) в виде ряда поставленных на ребро кирпичей. На южном фасаде сохранились остатки живописи в виде ваз с цветами.